# Farouk el-Chareh
Farouk el-Chareh (ou al-Charaa, en arabe : Farouk el Sharaǎ, فاروق الشرع ), né le 10 décembre 1938 à Mhardé, est un homme d'État syrien, vice-président de Syrie chargé des Affaires étrangères et des médias de 2006 à 2014. Il est également l’oncle d'Ahmed Al-Sharaa (anciennement connu par sa kunyâ, Abou Mohammed al-Joulani), devenu chef de l'état syrien par intérim, depuis la chute du régime Assad, en décembre 2024. 

## Jeunesse et début de carrière à l'étranger
Sunnite né à Mhardé, un village situé dans le gouvernorat de Deraa, il est marié et père de deux filles. Il est l'oncle de la diplomate Lamia al-Hariri.
Il obtient une licence de littérature anglaise à l'université de Damas en 1963,. Il devient ensuite directeur des bureaux de Londres de la Syrian Arab Airlines, la compagnie aérienne nationale, de 1963 à 1976 et profite de ce séjour pour décrocher un diplôme de droit international à l'université de Londres,. Il commence une carrière diplomatique en 1977 en tant qu'ambassadeur à Rome, poste qu'il occupe jusqu'en 1980,.

## Carrière au sein du régime baasiste
Membre du comité central du parti Baas depuis le 8 mars 1963, il est ministre d'État pour les affaires extérieures de 1980 à 1983, ministre de l'Information par intérim pendant quatre mois, puis ministre des affaires étrangères de 1984 à 2006, remplacé à cette date par Walid al-Mouallem. Chargé par Hafez el-Assad du suivi des négociations avec Israël lancées secrètement en 1991, il se fait remarquer à ce poste par sa violente diatribe à l'encontre du Premier ministre israélien Yitzhak Shamir lors de la conférence de paix de Madrid d'octobre 1991. D'une manière générale, il a « la réputation d'être partisan d'une politique dure à l'égard du Liban et [est] considéré comme un négociateur déterminé ».
En 2000, il est nommé membre du commandement national du parti Baas par Bachar el-Assad.
En 2005, il est accusé « par un rapport de l'ONU d'avoir tenté d'« égarer » l'enquête internationale sur l'assassinat en 2005 de l'ancien Premier ministre libanais Rafic Hariri, en fournissant de « fausses informations » aux enquêteurs ».
En 2006, il remplace Abdel Halim Khaddam à la vice-présidence de la Syrie : il est chargé des Affaires étrangères et des médias. Il occupe cette fonction en tandem avec Najah al-Attar, quant à elle chargée de la Culture et de la question féminine.

### Guerre civile syrienne: une position de médiateur
Au début de la guerre civile syrienne, il propose de servir de médiateur, « déchiré entre sa loyauté envers le régime et son attachement à sa région natale Deraa (sud), berceau de la contestation ». Mais il est alors éconduit par des responsables syriens intransigeants selon des diplomates européens alors en poste à Damas. Il proteste également à la fin du mois de mars 2011 contre la brutalité de la répression des forces de protection du régime, ce qui lui vaut une attaque au revolver de Maher el-Assad,.
À partir de juin 2011, il préside un comité chargé de mener la Syrie vers « un État multipartite et démocratique » lancé par Bachar el-Assad. Le 10 juillet, lors d'une réunion préparatoire, il déclare que « sans un système politique multipartite démocratique … notre société ne parviendra pas à la liberté et à la paix civile ».
En décembre 2011, il est invité à un « entretien sérieux » avec les dirigeants en Russie.
En janvier 2012, la Ligue arabe propose qu'il assure l'intérim et dirige une période de transition vers un État démocratique à la place de Bachar el-Assad en le qualifiant d'« homme de consensus ». En juin, c'est au tour d'Abdel Basset Sayda, président du Conseil national syrien, d'appeler Bachar el-Assad à laisser place à son vice-président.
En juillet 2012, il dément les rumeurs faisant état de sa défection, tandis que sa nièce Lamia Hariri et deux officiers des renseignements politiques issus de son clan font effectivement défection.
A la mi-août, des rebelles annoncent sa fuite en Jordanie. Après un démenti des autorités syriennes, le commandement de l'Armée syrienne libre rectifie les informations en parlant de « tentative de défection soldée par un échec ». L'ancien vice-ministre syrien du pétrole Abdo Hussameddine affirme de son côté que Farouk al-Chareh « tente de quitter le pays depuis un certain temps » et se trouve « depuis un certain temps en résidence surveillée ». Le bureau de Farouk al-Chareh publie un communiqué indiquant que « depuis le début de la crise, et en particulier depuis la réunion (de dialogue national) de Damas en juillet 2011, Farouk al-Chareh travaille avec les différentes parties pour arrêter l'effusion de sang en vue d'une réconciliation nationale qui préserverait l'unité du pays loin de toute intervention militaire étrangère ». Selon Al-Arabiya, son cousin Yarab al Chara fait défection dans le même temps. Il réapparaît finalement le 26 août au moment de recevoir le président de la commission parlementaire iranienne de la sécurité nationale et de la politique étrangère Alaeddine Boroujerdi,.
En octobre 2012, il est considéré comme un candidat acceptable au poste de chef de l’État en cas de départ de Bachar el-Assad par Ahmet Davutoğlu, chef de la diplomatie turque, puis par Burhan Ghalioun, membre et ancien président du Conseil national syrien.
En décembre 2012, dans un entretien accordé au quotidien libanais Al-Akhbar, il affiche son désaccord avec Bachar el-Assad en se prononçant pour une solution négociée, aucune partie n'étant selon lui en mesure de l'emporter par les seules armes. Il fait également état de divergences au sommet de l'État. Ses déclarations interviennent en même temps que la présentation par l'Iran d'un « plan de sortie » de crise en six points, comprenant « l'arrêt des violences » et un « dialogue national » entre le régime et l'opposition en vue de former un « gouvernement de transition »,. Malgré ces déclarations, Georges Sabra, président du Conseil national syrien, exige son départ conjointement à celui de Bachar el-Assad et de tout son gouvernement.
En décembre également, deux de ses neveux sont arrêtés à Damas avec cinq autres opposants favorables à un changement démocratique.
En février 2013, Mouaz al-Khatib, président de la Coalition nationale des forces de l'opposition et de la révolution, propose d'ouvrir des négociations avec Farouk al-Chareh.
En juillet 2013, il est écarté de la direction du parti Baas avec la quasi-intégralité des autres membres.
S’il a pu apparaître comme un médiateur, son nom figure toutefois sur les listes noires des personnalités du régime établies par les États-Unis et l'Union européenne « pour son implication dans les violences contre la population civile ».
Il est également visé par une plainte, accusé de « terrorisme d’État, d’avoir orchestré des disparitions forcées, torturé et procédé à des exécutions de masse » en Espagne, aux côtés de huit autres responsables syriens.